# Tōyō Tanso
Tōyō Tanso K.K. (jap. 東洋炭素株式会社, Tōyō Tanso Kabushiki kaisha, dt. etwa: „Ostasien-Kohlenstoff“, engl. Toyo Tanso Co., Ltd.) ist ein japanischer Graphithersteller.
Der Hauptsitz des Unternehmens befindet sich in Osaka, Japan. Daneben gehören Niederlassungen in den USA, Italien, Frankreich, Deutschland, Taiwan, Volksrepublik China, Südkorea und Thailand zum Unternehmen. Der deutsche Hauptsitz befindet sich in Langgöns bei Gießen.
Zu den Produkten gehören Kohlebürsten, isostatisch gepresste Graphite sowie weitere Graphite und Kohlenstofffaser-Verbundwerkstoffe.

## Geschichte
Im Februar 1941 wurde die Kondō Carbon Kōgyōsho (近藤カーボン工業所) zur Herstellung von Kohlebürsten gegründet. Im Juli 1947 folgte die Gründung der Kondō Carbon Kōgyō K.K. (近藤カーボン工業株式会社, engl. Kondo Carbon Manufacturing Co., Ltd.), welche im November 1949 in Tōyō Tanso K.K. umbenannt wurde. Im Oktober 1957 wurde das Vertriebsbüro Osaka gegründet, im Oktober 1960 ein Vertriebsbüro in Tokio.
Im Februar 1961 wurde mit dem Bau des Werks Shikoku (四国工場, Shikoku kōjō) begonnen, im März 1974 folgte der Bau des Werks Ōnohara (大野原工場, Ōnohara kōjō). Im Mai 1980 wurde das Werk Shikoku als Tōtankankō K.K. (東炭化工株式会社, engl. Totankanko Co., Ltd.) ausgegliedert. Im August 1981 erfolgte der Bau des Werks Hagiwara (萩原工場, Hagiwara kōjō) und im Dezember 1985 des Werks Takuma (詫間工場, Takuma kōjō).
Die erste Produktionsstätte außerhalb Japans wurde 1987 in den USA, Bundesstaat Oregon, als T.T. America Inc. errichtet. Im August folgte mit der Gründung der Graphites Technologie et Industrie S.A. in Trappes, Frankreich die Expansion in den europäischen Markt. Im April 1991 erfolgte die Gründung der Graphite Technology Applications S.r.l. in Italien, im Mai 1991 der GTD Graphite Technologie GmbH in Deutschland.
Die starke Nachfrage nach Spezialgraphiten von Seiten der Elektronikindustrie führte im November 1991 zum Einkauf der Tōyō-Tanso-Gruppe in die Seiko Tanso Co., Ltd. in Taiwan und die Gründung der Toyo Tanso USA, Inc. in den USA. Im März 1994 erfolgte eine Reorganisation des Standorts Ōnohara als Technisches Entwicklungszentrum Ōnohara (大野原技術開発センター, Ōnohara gijitsu kaihatsu sentā, engl. Ohnohara Engineering & Development Center) und im August die Gründung der Shanghai Toyo Tanso Co., Ltd. (chinesisch 上海东洋炭素有限公司) in China. Der Standort Takuma wurde im Februar 1995 als Niederlassung Takuma (詫間事業所, Takuma jigyōsho, engl. Takuma Division) reorganisiert.
Im  Januar 1997 übernahm Tōyō Tanso die Rognoni S.p.A. in Italien, welche seither als Toyo Tanso Europe S.p.A. firmiert. Im Februar 1998 erfolgte eine Fusion mit Kondō Kōsan (近藤興産). Im April 1999 erfolgte der Bau des Werks Iwaki (いわき工場, Iwaki kōjō) und im September der Kauf der Ōwada Carbon Kōgyō K.K. (大和田カーボン工業株式会社, engl. Ohwada Carbon Industrial Co., Ltd.).
Im April 2000 wurde die Shanghai Yongxin Toyo Tanso Co., Ltd. (chinesisch 上海永信东洋炭素有限公司) in China gegründet, im September 2003 die Shanghai Toyo Tanso Industrial Co., Ltd. (chinesisch 上海东洋炭素工业有限公司). Im April 2005 wurde mit Gründung der Jiaxiang Toyo Tanso Co., Ltd. (chinesisch 嘉祥东洋炭素有限公司) die Expansion auf dem chinesischen Markt weiter ausgebaut. Im März 2006 erfolgte eine Aufnahme in die erste Sektion der Tokyo Stock Exchange. Im September 2006 erfolgte die Gründung der Toyo Tanso Korea Co., Ltd. in Südkorea. Im Dezember 2007 wurde der Hauptsitz der Tōyō-Tanso-Gruppe nach Kita-ku, Osaka verlegt. Das Technische Entwicklungszentrum Ōnohara wurde in Tōyō Tanso Technisches Entwicklungszentrum (東洋炭素生産技術センター, Tōyō Tanso gijitsu kaihatsu sentā, engl. Toyo Tanso Technology Center) umbenannt. Im September 2008 wurde die Toyo Tanso (Thailand) Co., Ltd. in Thailand gegründet.